# Amiota aculeata
Amiota aculeata är en tvåvingeart som beskrevs av Chen och Aotsuka 2005. Amiota aculeata ingår i släktet Amiota och familjen daggflugor. Inga underarter finns listade i Catalogue of Life.